# Principat de Zraki
El principat de Zraki (derivat de l'àrab, principat d'Azraki) fou un estat autònom kurd originat en un religiós àrab de Síria d'origen alida que va arribar a Mardin en temps d'Ortuq (+1122). La família va emparentar primer amb els ortúquides i després amb els aq qoyunlu. Es van formar quatre branques de les quals dues eren importants: la de Tardjil (a l'oest del Batman Su) i la d'Atak. Les altres dues eren la de Darzini (podria ser l'antic convent cristià de Dayr-Zir) i la de Kurdikan (entre Diyarbekir i Mayyafarikin), aquesta darrera sorgida de la unió d'un príncep azraki amb una gitana.